# Молодовский сельсовет

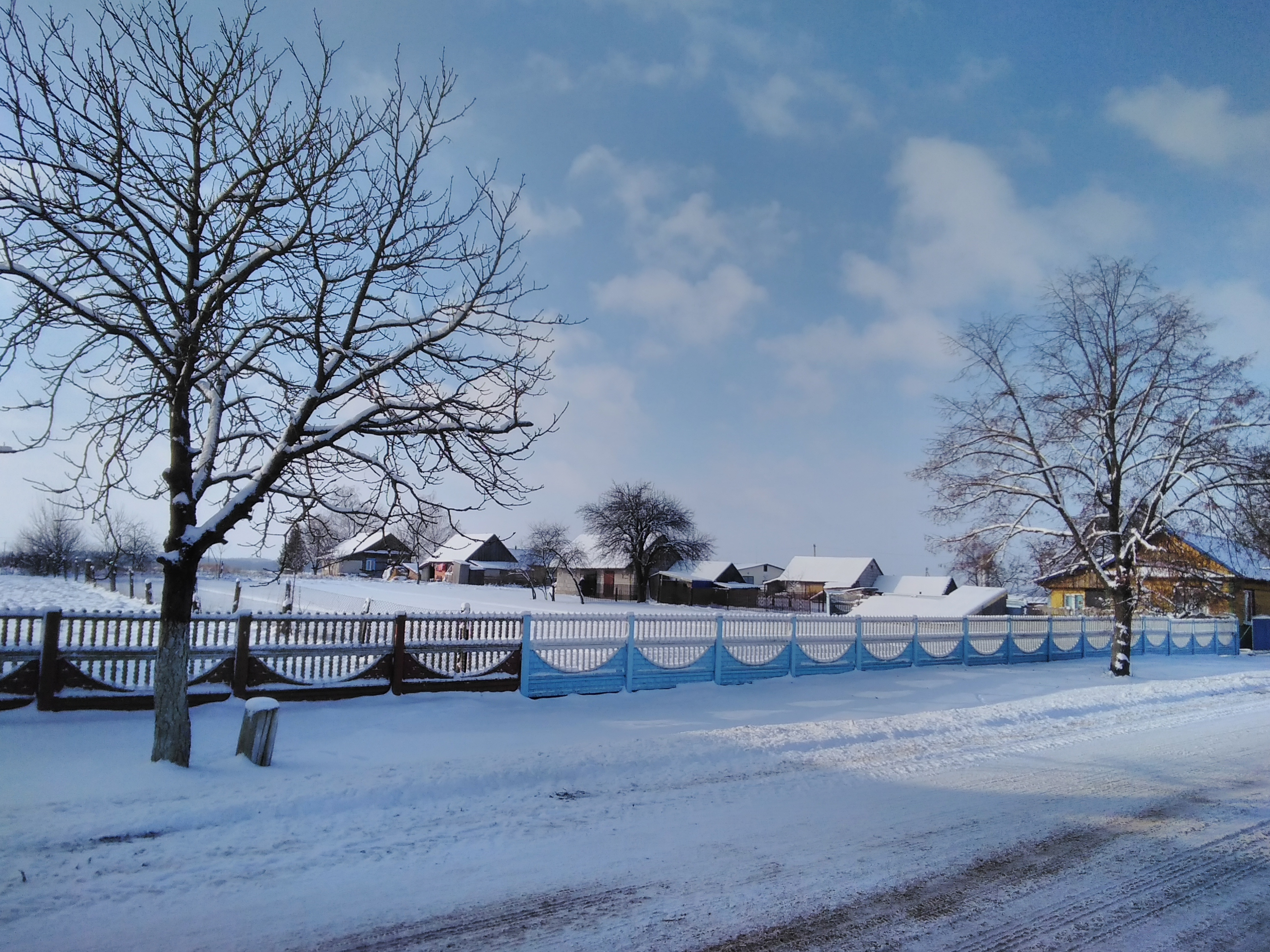
Центральная улица деревни Застружье, Молодовский сельсовет

Молодовский сельсовет — административная единица на территории Ивановского района Брестской области Республики Беларусь.

## Состав
Молодовский сельсовет включает 16 населённых пунктов:
- Бусса — деревня.
- Вилы — деревня.
- Вулька Достоевская — деревня.
- Достоево — агрогородок.
- Зарудье — деревня.
- Застружье — деревня.
- Каролин — деревня.
- Красиевка — деревня.
- Кротово — деревня.
- Лысуха — деревня.
- Молодово — агрогородок.
- Новосёлки — деревня.
- Осовница — деревня.
- Отолчицы — деревня.
- Песчанка — деревня.
- Полкотичи — деревня.

## Достопримечательности
В деревне Осовница расположен объект Всемирного культурного наследия - Дуга Струве.